# Andy Roddick
Andrew Stephen Roddick (sinh ngày 30 tháng 8 năm 1982), thường được gọi là Andy Roddick, là cựu tay vợt quần vợt chuyên nghiệp người Mỹ và từng là tay vợt số 1 thế giới. Tính đến 11 tháng 4 năm 2011, anh được xếp hạng thế giới thứ 13 của bảng xếp hạng ATP. Anh vô địch chức Grand Slam duy nhất tại US Open 2003, đánh bại Juan Carlos Ferrero trong trận chung kết. Roddick đã lọt đến 4 trận chung kết Grand Slam khác (Wimbledon 3 lần và US Open 1 lần), để thua Roger Federer rất nhiều lần. Roddick nổi tiếng bởi những cú giao bóng sấm sét. Roddick là tay vợt nam Bắc Mỹ cuối cùng giành chức vô địch 1 giải Grand Slam (năm 2003 US Open).
Năm 2009, anh kết hôn với Brooklyn Decker, một người mẫu, nữ diễn viên người Mỹ. Anh giải nghệ vào năm 2012.

## Cuộc sống cá nhân
Roddick sinh tại Omaha, Nebraska, bố mẹ anh là Jerry và Blanche Roddick. Cha của Roddick là một thương nhân và mẹ anh là một giáo viên. Hiện nay, bà là người chỉ đạo Andy Roddick Foundation. Roddick có hai anh trai, Lawrence và John (Cả hai là người Mĩ chơi quần vợt tại Đại học Georgia (1996-1998) và là huấn luyện viên quần vợt tại Đại học Oklahoma), cả hai người đều có rất nhiều triển vọng là tài năng trẻ môn quần vợt.
Roddick sống ở Austin, Texas, từ năm 4 tuổi cho đến khi anh được 11 tuổi, và anh sau đó chuyển đến Boca Raton, Florida vì sự nghiệp của anh trai. Anh học tại Trường Quốc tế Boca, nhưng anh lại tốt nghiệp Trường Highlands Christian Academy năm 2000. Roddick đã chơi bóng rổ ở đội tuyển trường trung học cùng với đồng đội Davis Cup trong tương lai của mình Mardy Fish, Mardy Fish đã được huấn luyện và sống với Roddick trong năm 1999. Trong khoảng thời gian đó, đôi khi anh được huấn luyện với Venus và Serena Williams; sau đó anh chuyển về Austin.
Sau khi xem bộ trình diễn áo tắm "Sports Illustrated", Roddick lần đầu tiên chú ý tới Brooklyn Decker, người đã kết hôn với anh. Hai người hẹn hò từ Davis Cup 2007, và vào ngày 31 tháng 3 năm 2008, Roddick công bố trên website của anh là anh và Decker đã đính hôn. Hai người kết hôn ở Austin vào ngày 17 tháng 4 năm 2009.

## Biệt danh và những hành vi trên sân
Roddick thường được gọi là "A-Rod", nói đến chữ cái đầu tiên của tiếng "Andy" trong tên anh và ba chữ cái đấu trong tiếng "Roddick".
Roddick nổi tiếng vĩ những hành vi phản ứng trọng tài và nóng nảy trên sân đấu, anh sử dụng mũ cả trên sân lẫn trong các cuộc phỏng vấn. Trong trận đấu tại vòng 3 Úc mở rộng, anh đã có những phản đối dữ dội với trọng tài Emmanuel Joseph.

## Các trận chung kết quan trọng

### Chung kết Grand Slam

#### Đơn: 5 (1 danh hiệu, 4 á quân)
| Kết quả | Năm  | Giải đấu  | Mặt sân | Đối thủ trong trận chung kết | Tỉ số                               |
| Vô địch | 2003 | US Open   | Cứng    | Juan Carlos Ferrero          | 6–3, 7–6(7–2), 6–3                  |
| Á quân  | 2004 | Wimbledon | Cỏ      | Roger Federer                | 6–4, 5–7, 6–7(3–7), 4–6             |
| Á quân  | 2005 | Wimbledon | Cỏ      | Roger Federer                | 2–6, 6–7(2–7), 4–6                  |
| Á quân  | 2006 | US Open   | Cứng    | Roger Federer                | 2–6, 6–4, 5–7, 1–6                  |
| Á quân  | 2009 | Wimbledon | Cỏ      | Roger Federer                | 7–5, 6–7(6–8), 6–7(5–7), 6–3, 14–16 |

### Chung kết Masters Series

#### Đơn: 9 (5 danh hiệu, 4 á quân)
| Kết quả | Năm  | Giải đấu             | Mặt sân | Đối thủ trong trận chung kết | Tỉ số                           |
| Á quân  | 2002 | Canada (Toronto) (1) | Cứng    | Guillermo Cañas              | 6–4, 7–5                        |
| Vô địch | 2003 | Canada (Montréal)    | Cứng    | David Nalbandian             | 6–1, 6–3                        |
| Vô địch | 2003 | Cincinnati           | Cứng    | Mardy Fish                   | 4–6, 7–6(7–3), 7–6(7–4)         |
| Vô địch | 2004 | Miami                | Hard    | Guillermo Coria              | 6–7(2–7), 6–3, 6–1, chấn thương |
| Á quân  | 2004 | Canada (Toronto) (2) | Cứng    | Roger Federer                | 7–5, 6–3                        |
| Á quân  | 2005 | Cincinnati           | Cứng    | Roger Federer                | 6–3, 7–5                        |
| Vô địch | 2006 | Cincinnati (2)       | Cứng    | Juan Carlos Ferrero          | 6–3, 6–4                        |
| Á quân  | 2010 | Indian Wells         | Cứng    | Ivan Ljubičić                | 6–7(3–7), 6–7(5–7)              |
| Vô địch | 2010 | Miami (2)            | Cứng    | Tomáš Berdych                | 7–5, 6–4                        |

#### Đôi: 2 (1 danh hiệu, 1 á quân)
| Kết quả | Năm  | Giải đấu     | Mặt sân | Đồng đội   | Đối thủ ở trận chung kết | Tỷ số             |
| ------- | ---- | ------------ | ------- | ---------- | ------------------------ | ----------------- |
| Vô địch | 2009 | Indian Wells | Cứng    | Mardy Fish | Max Mirnyi Andy Ram      | 3–6, 6–1, [14–12] |
| Á quân  | 2011 | Rome         | Đất nện | Mardy Fish | John Isner Sam Querrey   | Bỏ cuộc           |

## Chung kết ATP

### Đơn: 52 (32 danh hiệu, 20 á quân)
| Giải đấu                          |
| --------------------------------- |
| Grand Slam tournaments (1–4)      |
| Year-end championships (0–0)      |
| ATP World Tour Masters 1000 (5–4) |
| ATP World Tour 500 Series (5–3)   |
| ATP World Tour 250 Series (21–9)  |

| Mặt sân       |
| ------------- |
| Cứng (21–15)  |
| Đất nện (5–2) |
| Cỏ (5–3)      |
| Thảm (1–0)    |

| Kết quả | Thứ tự | Ngày                 | Giải đấu                                  | Mặt sân  | Đối thủ trong trận chung kết | Tỉ số                               |
| Vô địch | 1.     | 23 tháng 4 năm 2001  | Atlanta, Mỹ (1)                           | Đất nện  | Xavier Malisse               | 6–2, 6–4                            |
| Vô địch | 2.     | 30 tháng 4 năm 2001  | Houston, Mỹ (1)                           | Đất nện  | Hyung-Taik Lee               | 7–5, 6–3                            |
| Vô địch | 3.     | 13 tháng 8 năm 2001  | Washington, D.C., Mỹ (1)                  | Cứng     | Sjeng Schalken               | 6–2, 6–3                            |
| Vô địch | 4.     | 18 tháng 2 năm 2002  | Memphis, Mỹ (1)                           | Cứng (i) | James Blake                  | 6–4, 3–6, 7–5                       |
| Á quân  | 1.     | 10 tháng 3 năm 2002  | Delray Beach, Mỹ                          | Cứng     | Davide Sanguinetti           | 6–4, 4–6, 6–4                       |
| Vô địch | 5.     | 22 tháng 4 năm 2002  | Houston, Mỹ (2)                           | Đất nện  | Pete Sampras                 | 7–6(11–9), 6–3                      |
| Á quân  | 2.     | 5 tháng 8 năm 2002   | Toronto, Canada                           | Cứng     | Guillermo Cañas              | 6–4, 7–5                            |
| Á quân  | 3.     | 24 tháng 2 năm 2003  | Memphis, Mỹ                               | Cứng (i) | Taylor Dent                  | 6–1, 6–4                            |
| Á quân  | 4.     | 28 tháng 4 năm 2003  | Houston, Mỹ                               | Đất nện  | Andre Agassi                 | 3–6, 6–3, 6–4                       |
| Vô địch | 6.     | 19 tháng 5 năm 2003  | St. Pölten, Áo (1)                        | Đất nện  | Nikolay Davydenko            | 6–3, 6–2                            |
| Vô địch | 7.     | 9 tháng 6 năm 2003   | London (Queen's Club), Vương quốc Anh (1) | Cỏ       | Sébastien Grosjean           | 6–3, 6–3                            |
| Vô địch | 8–4    | 21 tháng 7 năm 2003  | Indianapolis, Mỹ (1)                      | Hard     | Paradorn Srichaphan          | 7–6(7–2), 6–4                       |
| Vô địch | 9.     | 4 tháng 8 năm 2003   | Montreal, Canada (1)                      | Cứng     | David Nalbandian             | 6–1, 6–3                            |
| Vô địch | 10.    | 11 tháng 8 năm 2003  | Cincinnati, Mỹ (1)                        | Hard     | Mardy Fish                   | 4–6, 7–6(7–3), 7–6(7–4)             |
| Vô địch | 11.    | 25 tháng 8 năm 2003  | US Open, Mỹ (1)                           | Cứng     | Juan Carlos Ferrero          | 6–3, 7–6(7–2), 6–3                  |
| Vô địch | 12.    | 9 tháng 2 năm 2004   | San José, Mỹ (1)                          | Cứng (i) | Mardy Fish                   | 7–6(15–13), 6–4                     |
| Vô địch | 13.    | 22 tháng 3 năm 2004  | Miami, Mỹ (1)                             | Cứng     | Guillermo Coria              | 6–7(2–7), 6–3, 6–1, chấn thương     |
| Á quân  | 5.     | 19 tháng 4 năm 2004  | Houston, USA                              | Đất nện  | Tommy Haas                   | 6–3, 6–4                            |
| Vô địch | 14.    | 7 tháng 6 năm 2004   | London, Vương quốc Anh (2)                | Cỏ       | Sébastien Grosjean           | 7–6(7–4), 6–4                       |
| Á quân  | 6.     | 4 tháng 7 năm 2004   | Wimbledon, Vương quốc Anh                 | Cỏ       | Roger Federer                | 6–4, 5–7, 6–7(3–7), 4–6             |
| Vô địch | 15.    | 19 tháng 7 năm 2004  | Indianapolis, Mỹ (2)                      | Cứng     | Nicolas Kiefer               | 6–2, 6–3                            |
| Á quân  | 7.     | 2 tháng 8 năm 2004   | Toronto, Canada                           | Cứng     | Roger Federer                | 7–5, 6–3                            |
| Á quân  | 8.     | 4 tháng 10 năm 2004  | Bangkok, Thái Lan                         | Cứng (i) | Roger Federer                | 6–4, 6–0                            |
| Vô địch | 16.    | 7 tháng 2 năm 2005   | San José, Mỹ (2)                          | Cứng (i) | Cyril Saulnier               | 6–0, 6–4                            |
| Vô địch | 17.    | 24 tháng 4 năm 2005  | Houston, Mỹ (3)                           | Đất nện  | Sébastien Grosjean           | 6–2, 6–2                            |
| Vô địch | 18.    | 6 tháng 6 năm 2005   | London, Vương quốc Anh (3)                | Cỏ       | Ivo Karlović                 | 7–6(9–7), 7–6(7–4)                  |
| Á quân  | 9.     | 3 tháng 7 năm 2005   | Wimbledon, Vương quốc Anh                 | Cỏ       | Roger Federer                | 2–6, 6–7(2–7), 4–6                  |
| Vô địch | 19.    | 7 tháng 8 năm 2005   | Washington, D.C., Mỹ (2)                  | Cứng     | James Blake                  | 7–5, 6–3                            |
| Á quân  | 10.    | 22 tháng 8 năm 2005  | Cincinnati, Mỹ                            | Cứng     | Roger Federer                | 6–3, 7–5                            |
| Vô địch | 20.    | 30 tháng 10 năm 2005 | Lyon, Pháp (1)                            | Thảm (i) | Gaël Monfils                 | 6–3, 6–2                            |
| Á quân  | 11.    | 24 tháng 7 năm 2006  | Indianapolis, Mỹ                          | Cứng     | James Blake                  | 6–4, 4–6, 6–7(5–7)                  |
| Vô địch | 21.    | 20 tháng 8 năm 2006  | Cincinnati, Mỹ (2)                        | Cứng     | Juan Carlos Ferrero          | 6–3, 6–4                            |
| Á quân  | 12.    | 11 tháng 9 năm 2006  | US Open, New York City, Mỹ                | Cứng     | Roger Federer                | 6–2, 4–6, 7–5, 6–1                  |
| Á quân  | 13.    | 25 tháng 2 năm 2007  | Memphis, Mỹ                               | Cứng (i) | Tommy Haas                   | 6–3, 6–2                            |
| Vô địch | 22.    | 17 tháng 6 năm 2007  | London, Vương quốc Anh (4)                | Cỏ       | Nicolas Mahut                | 4–6, 7–6(9–7), 7–6(7–2)             |
| Vô địch | 23.    | 5 tháng 8 năm 2007   | Washington, D.C., Mỹ (3)                  | Cứng     | John Isner                   | 6–4, 7–6(7–4)                       |
| Vô địch | 24.    | 24 tháng 2 năm 2008  | San José, Mỹ (3)                          | Cứng (i) | Radek Štěpánek               | 6–4, 7–5                            |
| Vô địch | 25.    | 8 tháng 3 năm 2008   | Dubai, UAE (1)                            | Cứng     | Feliciano López              | 6–7(8–10), 6–4, 6–2                 |
| Á quân  | 14.    | 10 tháng 8 năm 2008  | Los Angeles, Mỹ                           | Cứng     | Juan Martín del Potro        | 1–6, 6–7(2–7)                       |
| Vô địch | 26.    | 28 tháng 9 năm 2008  | Beijing, Trung Quốc (1)                   | Cứng     | Dudi Sela                    | 6–4, 6–7(6–8), 6–3                  |
| Á quân  | 15.    | 10 tháng 1 năm 2009  | Doha, Qatar                               | Cứng     | Andy Murray                  | 6–4, 6–2                            |
| Vô địch | 27.    | 13 tháng 2 năm 2009  | Memphis, Mỹ (2)                           | Cứng (i) | Radek Štěpánek               | 7–5, 7–5                            |
| Á quân  | 16.    | 5 tháng 7 năm 2009   | Wimbledon, Vương quốc Anh                 | Cỏ       | Roger Federer                | 7–5, 6–7(6–8), 6–7(5–7), 6–3, 14–16 |
| Á quân  | 17.    | 9 tháng 8 năm 2009   | Washington, D.C., Mỹ                      | Cứng     | Juan Martín del Potro        | 6–3, 5–7, 6–7(6–8)                  |
| Vô địch | 28.    | 10 tháng 1 năm 2010  | Brisbane, Australia                       | Cứng     | Radek Štěpánek               | 7–6(7–2), 7–6(9–7)                  |
| Á quân  | 18.    | 14 tháng 2 năm 2010  | San José, Mỹ                              | Cứng (i) | Fernando Verdasco            | 3–6, 6–4, 6–4                       |
| Á quân  | 19.    | 21 tháng 3 năm 2010  | Indian Wells, Mỹ                          | Cứng     | Ivan Ljubičić                | 6–7(3–7), 6–7(5–7)                  |
| Vô địch | 29.    | 4 tháng 4 năm 2010   | Miami, Mỹ (2)                             | Cứng     | Tomáš Berdych                | 7–5, 6–4                            |
| Á quân  | 20.    | 9 tháng 1 năm 2011   | Brisbane, Australia                       | Cứng     | Robin Söderling              | 6–3, 7–5                            |
| Vô địch | 30.    | 20 tháng 2 năm 2011  | Memphis, Mỹ (3)                           | Cứng (i) | Milos Raonic                 | 7–6(9–7), 6–7(11–13), 7–5           |
| Vô địch | 31.    | 24 tháng 6 năm 2012  | Eastbourne, Vương quốc Anh                | Cỏ       | Andres Seppi                 | 6-3, 6-2                            |
| Vô địch | 32.    | 22 tháng 7 năm 2012  | Atlanta, Mỹ (2)                           | Cứng     | Gilles Müller                | 1–6, 7–6(7–2), 6–2                  |

### Đôi: 8 (4 danh hiệu, 4 á quân)
| Giải đấu                          |
| --------------------------------- |
| Grand Slam tournaments (0–0)      |
| Year-end championships (0–0)      |
| ATP World Tour Masters 1000 (1–1) |
| ATP World Tour 500 Series (0–1)   |
| ATP World Tour 250 Series (3–2)   |

| Mặt sân       |
| ------------- |
| Cứng (3–3)    |
| Đất nện (1–1) |
| Cỏ (0–0)      |
| Thảm (0–0)    |

| Kết quả | Thứ tự | Ngày                 | Giải đấu            | Mặt sân | Đồng đội            | Đối thủ ở trận chung kết           | Tỷ số             |
| ------- | ------ | -------------------- | ------------------- | ------- | ------------------- | ---------------------------------- | ----------------- |
| Vô địch | 1.     | 12 tháng 3 năm 2001  | Delray Beach, Mỹ    | Cứng    | Jan-Michael Gambill | Thomas Shimada Myles Wakefield     | 6–3, 6–4          |
| Á quân  | 1.     | 30 tháng 7 năm 2001  | Los Angeles, Mỹ     | Cứng    | Jan-Michael Gambill | Bob Bryan Mike Bryan               | 5–7, 6–7(6–8)     |
| Vô địch | 2.     | 29 tháng 4 năm 2002  | Houston, Mỹ         | Đất nện | Mardy Fish          | Jan-Michael Gambill Graydon Oliver | 6–4, 6–4          |
| Á quân  | 2.     | 12 tháng 1 năm 2004  | Doha, Qatar         | Cứng    | Stefan Koubek       | Martin Damm Cyril Suk              | 2–6, 4–6          |
| Vô địch | 3.     | 24 tháng 7 năm 2006  | Indianapolis, Mỹ    | Cứng    | Bobby Reynolds      | Paul Goldstein Jim Thomas          | 6–4, 6–4          |
| Vô địch | 4.     | 21 tháng 3 năm 2009  | Indian Wells, Mỹ    | Cứng    | Mardy Fish          | Max Mirnyi Andy Ram                | 3–6, 6–1, [14–12] |
| Á quân  | 3.     | 11 tháng 10 năm 2009 | Beijing, Trung Quốc | Cứng    | Mark Knowles        | Bob Bryan Mike Bryan               | 4–6, 2–6          |
| Á quân  | 4.     | 15 tháng 5 năm 2011  | Rome, Ý             | Đất nện | Mardy Fish          | John Isner Sam Querrey             | Bỏ cuộc           |

## Tổng kết

### Thành tích
| Giải đấu                    | 2000                          | 2001                          | 2002                          | 2003                          | 2004                          | 2005                          | 2006                          | 2007                          | 2008                          | 2009                     | 2010                     | 2011                     | Vô địch / Tham dự | Thắng-Thua |
| --------------------------- | ----------------------------- | ----------------------------- | ----------------------------- | ----------------------------- | ----------------------------- | ----------------------------- | ----------------------------- | ----------------------------- | ----------------------------- | ------------------------ | ------------------------ | ------------------------ | ----------------- | ---------- |
| Các giải Grand Slam         |                               |                               |                               |                               |                               |                               |                               |                               |                               |                          |                          |                          |                   |            |
| Úc mở rộng                  | O                             | O                             | V2                            | BK                            | TK                            | BK                            | V4                            | BK                            | V3                            | BK                       | TK                       | V4                       | 0 / 10            | 37–10      |
| Pháp mở rộng                | O                             | V3                            | V1                            | V1                            | V2                            | V2                            | V1                            | V1                            | O                             | V4                       | V3                       |                          | 0 / 9             | 9–9        |
| Wimbledon                   | O                             | V3                            | V3                            | BK                            | CK                            | CK                            | V3                            | TK                            | V2                            | CK                       | V4                       |                          | 0 / 10            | 37–10      |
| Mỹ mở rộng                  | V1                            | TK                            | TK                            | VĐ                            | TK                            | V1                            | CK                            | TK                            | TK                            | V3                       | V2                       |                          | 1 / 11            | 36–10      |
| Vô địch / Tham dự           | 0 / 1                         | 0 / 3                         | 0 / 4                         | 1 / 4                         | 0 / 4                         | 0 / 4                         | 0 / 4                         | 0 / 4                         | 0 / 3                         | 0 / 4                    | 0 / 4                    | 0 / 1                    | 1 / 40            | N/A        |
| Thắng-Thua                  | 0–1                           | 8–3                           | 7–4                           | 17–3                          | 15–4                          | 12–4                          | 11–4                          | 13–4                          | 7–3                           | 16–4                     | 10–4                     | 3–1                      | N/A               | 119-39     |
| Giải đấu cuối năm           |                               |                               |                               |                               |                               |                               |                               |                               |                               |                          |                          |                          |                   |            |
| ATP World Tour Finals       | O                             | O                             | O                             | BK                            | BK                            | O*                            | VB                            | BK                            | VB                            | A*                       | VB                       |                          | 0 / 5             | 8–8        |
| Olympic                     |                               |                               |                               |                               |                               |                               |                               |                               |                               |                          |                          |                          |                   |            |
| Olympic mùa hè              | O                             | Không tổ chức                 | Không tổ chức                 | Không tổ chức                 | V3                            | Không tổ chức                 | Không tổ chức                 | Không tổ chức                 | O                             | Không tổ chức            | Không tổ chức            | Không tổ chức            | 0 / 1             | 2–1        |
| ATP World Tour Masters 1000 |                               |                               |                               |                               |                               |                               |                               |                               |                               |                          |                          |                          |                   |            |
| Indian Wells                | O                             | O                             | O                             | TK                            | TK                            | BK                            | V4                            | BK                            | V2                            | BK                       | CK                       | V4]                      | 0 / 8             | 25–8       |
| Miami                       | V2                            | TK                            | V2                            | 3V3                           | VĐ                            | V2                            | TK                            | TK                            | BK                            | TK                       | VĐ                       | V2                       | 2 / 12            | 37–9       |
| Monte Carlo                 | O                             | O                             | V3                            | V1                            | O                             | O                             | O                             | O                             | O                             | O                        | O                        |                          | 0 / 2             | 2–2        |
| Rome                        | O                             | O                             | BK                            | V2                            | V1                            | V3                            | TK                            | V3                            | BK                            | O                        | O                        |                          | 0 / 7             | 14–7       |
| Madrid / Stuttgart          | O                             | V3                            | V2                            | V3                            | O                             | V2                            | V3                            | O                             | V3                            | TK                       | O                        |                          | 0 / 7             | 5–7        |
| Toronto / Montreal          | O                             | TK                            | CK                            | VĐ                            | CK                            | V1                            | O                             | TK                            | V3                            | BK                       | O                        |                          | 1 / 8             | 27–6       |
| Cincinnati                  | V1                            | V1                            | TK                            | VĐ                            | BK                            | CK                            | VĐ                            | V3                            | O                             | V2                       | BK                       |                          | 2 / 10            | 34–7       |
| Shanghai                    | Không phải cấp Masters Series | Không phải cấp Masters Series | Không phải cấp Masters Series | Không phải cấp Masters Series | Không phải cấp Masters Series | Không phải cấp Masters Series | Không phải cấp Masters Series | Không phải cấp Masters Series | Không phải cấp Masters Series | V2                       | V2                       |                          | 0 / 2             | 1–2        |
| Paris                       | A                             | V2                            | TK                            | BK                            | V3                            | BK                            | O                             | O                             | TK                            | O                        | TK                       |                          | 0 / 7             | 13–7       |
| Hamburg                     | O                             | O                             | V3                            | V2                            | O                             | V1                            | O                             | O                             | O                             | Chuyển xuống cấp ATP 500 | Chuyển xuống cấp ATP 500 | Chuyển xuống cấp ATP 500 | 0 / 3             | 3–3        |
| Thống kê                    |                               |                               |                               |                               |                               |                               |                               |                               |                               |                          |                          |                          |                   |            |
| Năm                         | 2000                          | 2001                          | 2002                          | 2003                          | 2004                          | 2005                          | 2006                          | 2007                          | 2008                          | 2009                     | 2010                     | 2011                     | Sự nghiệp         | Sự nghiệp  |
| Các giải đấu tham dự        | 5                             | 19                            | 19                            | 23                            | 20                            | 16                            | 20                            | 20                            | 16                            | 17                       | 17                       | 5                        | N/A               | 204        |
| Chung kết                   | 0                             | 3                             | 4                             | 8                             | 8                             | 7                             | 3                             | 3                             | 4                             | 4                        | 4                        | 2                        | N/A               | 50         |
| Danh hiệu                   | 0                             | 3                             | 2                             | 6                             | 4                             | 5                             | 1                             | 2                             | 3                             | 1                        | 2                        | 1                        | N/A               | 30         |
| Sân cứng thắng-thua         | 4–5                           | 23–10                         | 34–11                         | 44–10                         | 57–11                         | 30–9                          | 36–10                         | 38–11                         | 40–12                         | 35–11                    | 42–12                    | 4–1                      | N/A               | 388–115    |
| Sân đất nện thắng-thua      | 0–0                           | 12–1                          | 14–7                          | 12–6                          | 5–5                           | 10–3                          | 5–6                           | 5–3                           | 4–3                           | 4–2                      | 2–1                      | 0–0                      | N/A               | 88–39      |
| Sân cỏ thắng-thua           | 0–0                           | 5–3                           | 4–2                           | 10–1                          | 11–1                          | 11–1                          | 7–2                           | 9–1                           | 3–2                           | 9–2                      | 4–2                      | 0–0                      | N/A               | 85–17      |
| Sân thảm thắng-thua         | 0–0                           | 2–2                           | 4–2                           | 6–2                           | 1–1                           | 8–1                           | 1–2                           | 2–1                           | 2–1                           | 0–0                      | 0–0                      | 0–0                      | N/A               | 26–12      |
| Tất cả thắng-thua           | 4–5                           | 42–16                         | 56–22                         | 72–19                         | 74–18                         | 59–14                         | 49–20                         | 54–16                         | 49–18                         | 48–15                    | 48–18                    | 16–4                     | N/A               | 559–182    |
| Thắng %                     | 44%                           | 72%                           | 72%                           | 79%                           | 80%                           | 81%                           | 71%                           | 77%                           | 73%                           | 76%                      | 73%                      | 80%                      | N/A               | 75%        |
| Xếp hạng cuối năm           | 156                           | 14                            | 10                            | 1                             | 2                             | 3                             | 6                             | 6                             | 8                             | 7                        | 8                        |                          | N/A               | N/A        |

- Chú thích: V1: Vòng 1; V2: Vòng 2; V3: Vòng 3; V4: Vòng 4; TK: Tứ kết; BK: Bán kết; CK: Chung kết; VĐ: Vô địch; O: không tham dự; N/A: Không có; VB: Vòng bảng

### Tiền thưởng
| Năm       | Grand Slam | Danh hiệu | Tổng số danh hiệu | Tiền thưởng ($)                                                 | Xếp hạng |
| --------- | ---------- | --------- | ----------------- | --------------------------------------------------------------- | -------- |
| 2001      | 0          | 3         | 3                 | $746,504 Lưu trữ ngày 1 tháng 7 năm 2009 tại Wayback Machine    | 23       |
| 2002      | 0          | 2         | 2                 | $1,060,878 Lưu trữ ngày 12 tháng 5 năm 2013 tại Wayback Machine | 16       |
| 2003      | 1          | 5         | 6                 | $3,227,342 Lưu trữ ngày 5 tháng 2 năm 2012 tại Wayback Machine  | 2        |
| 2004      | 0          | 4         | 4                 | $2,604,590 Lưu trữ ngày 3 tháng 2 năm 2012 tại Wayback Machine  | 3        |
| 2005      | 0          | 5         | 5                 | $1,798,635 Lưu trữ ngày 5 tháng 2 năm 2012 tại Wayback Machine  | 4        |
| 2006      | 0          | 1         | 1                 | $2,214,890                                                      | 3        |
| 2007      | 0          | 2         | 2                 | $1,532,070                                                      | 6        |
| 2008      | 0          | 3         | 3                 | $1,337,888 Lưu trữ ngày 2 tháng 2 năm 2012 tại Wayback Machine  | 8        |
| 2009      | 0          | 1         | 1                 | $2,478,719 Lưu trữ ngày 2 tháng 2 năm 2012 tại Wayback Machine  | 6        |
| 2010      | 0          | 2         | 2                 | $1,436,013                                                      | 7        |
| Sự nghiệp | 1          | 28        | 29                | $18,545,098                                                     | 12       |

- Tính đến ngày 16 tháng 8 năm 2010